# Gyermek az időben
A Gyermek az időben (eredeti cím: Flight of the Navigator) 1986-ban bemutatott, Randal Kleiser rendezésében készült sci-fi kalandfilm, melyet Magyarországon is bemutattak.

## Cselekmény
A 12 éves David Freeman bekerül egy idegen űrhajó belsejébe, ami magával viszi, majd David évek múlva előkerül, és bár ő maga ugyanúgy néz ki, egy olyan világba érkezik vissza, ahol minden megváltozott, szülei és öccse is jóval idősebbek lettek. David szeretne visszajutni a saját korába.

## Szereplők
| Szerep                  | Színész              |
| ----------------------- | -------------------- |
| David Freeman           | Joey Cramer          |
| Trimaxion – "Max"       | Paul Reubens         |
| Bill Freeman            | Cliff De Young       |
| Helen Freeman           | Veronica Cartwright  |
| Jeff Freeman            | Matt Adler           |
| Jeff Freeman (8 évesen) | Albie Whitaker       |
| Carolyn McAdams         | Sarah Jessica Parker |
| Dr. Louis Faraday       | Howard Hesseman      |
| Dr. Carr                | Jonathan Sanger      |
| Larry Howard            | Richard Liberty      |
| Janet Howard            | Iris Acker           |
| Banks nyomozó           | Raymond Forchion     |